# Philips VG-8020
De VG-8020 is een door het Nederlandse Philips op de markt gebrachte homecomputer uit 1984 die voldoet aan de MSX1-specificaties van de internationale MSX-computerstandaard. De VG-8020 werd echter ontwikkeld en gefabriceerd door het Japanse Yashica.
Nieuw bij de VG-8020 is de aanwezigheid van een ‘full travel’ keyboard en tevens werd een printeraansluiting geïntroduceerd. Deze functies ontbraken bij zowel de VG-8000 en VG-8010. De VG-8020 is een van de meest succesvolle MSX1-computers van Philips. Het is de laatste MSX1-machine van Philips die pas twee jaar later een opvolger kreeg in de vorm van de VG-8230.

## Omschrijving
Alle computerelektronica is ondergebracht in een uit één stuk bestaande computerbehuizing met een geïntegreerd toetsenbord. Het toetsenbord bevat verder een afzonderlijk blok cursortoetsen.
De kleurencombinatie van de behuizing is zwart-antraciet in combinatie met zilver en het toetsenbord bevat grijze toetsen waarbij de cursortoetsen voorzien zijn van een oranje kleuraccent.
De behuizing van VG-8020/19 voor de Franse markt is echter geheel antraciet-zwart.
De computer beschikt aan de bovenzijde over twee cartridgesleuven terwijl de joystickaansluitingen zich aan de voorzijde bevinden. De VG-8020 beschikt niet over een ingebouwd diskettestation.

## Modelvarianten
De computer werd op de markt gebracht in verschillende varianten:
- VG-8020/00 PAL (QWERTY-toetsenbordindeling)
- VG-8020/19 SECAM (AZERTY-toetsenbordindeling)

Tevens verscheen er een licht gewijzigd model met een herzien moederbord:
- VG-8020/20 PAL (QWERTY-toetsenbordindeling)

## Technische specificaties
Processor
- Zilog Z80A met een kloksnelheid van 3,56 MHz. (PAL)
- PPI: NEC D8255AC-5, compatibel met i8255

Geheugen
- ROM: 32 kB
  - MSX BASIC versie 1.0

- RAM
  - Werkgeheugen: 64 kB
  - VRAM: 16 kB

Weergave
- VDP Texas Instruments TMS9929A
- tekst: 32 × 24, 40 × 24 en 8 × 6 (karakters per regel × regel)
- grafisch: resolutie maximaal 256 × 192 beeldpunten
- kleuren: 16 maximaal

Controller
- MSX-controller: T7775

Geluid
- PSG Yamaha YM2149
- 3 geluidskanalen, waarvan één ruiskanaal
- 8 octaven

Aansluitingen
- netsnoer
- RF-uitgang
- CVBS (voor aansluiting van een computermonitor)
- datarecorder (1200/2400 baud)
- printer
- 2 joysticks
- 2 cartridgesleuven